# Сюзън Луис
Сюзън Луис (на английски: Susan Lewis) е английска писателка, авторка на бестселъри в жанровете съвременен любовен роман, романтичен трилър, и на мемоари.

## Биография и творчество
Сюзън Луис е родена на 10 август 1956 г. в Бристъл, Англия. Баща ѝ е минен инженер. Има по-малък брат. Когато е на 9 години, майка ѝ умира от рак на гърдата. Баща ѝ я изпраща в частно училище-интернат за по-добро образование, но на 13 години е изключена и се завръща у дома, където завършва гимназия.
На 18 години започва работа на временни секретарски места в HTV в Бристол, а на 22 се премества в Лондон в Телевизия „Темза“. Започва като секретарка в „новини и актуални въпроси“, а след това се обучава за асистент и преминава към „забавления и драма“, където я съветват да напише нещо.
Сюзън Луис следва даденият ѝ съвет и опитва да пише. Първоначално се насочва към детската литература. Неин приятел я свързва с литературен агент, който оценява таланта ѝ, но я съветва да се насочи към написването на роман.
Първият ѝ роман „A Class Apart“ е публикуван през 1988 г., а през 1989 г. и романът „Особен урок“. Постепенно името ѝ се налага на книжния пазар и романите ѝ влизат в списъците на бестселърите.
След завършването през 1992 г. на романа „Мания“ Сюзън Луис напуска телевизията и се премества да живее в къща с басейн във Валбон, Южна Франция. Там има много забавления и любовна афера с наркотрафиканта Пол, издирван от ФБР.
През 1996 г., заради Пол, който е осъден, се премества в Лос Анджелис, където съседи са ѝ приятелят ѝ Джордж Клуни и Стив Мартин, а тя се радва на бляскавия и щастлив живот на Холивуд.
През 2003 г. решава да се върне в Уилтшър, Англия, в продължение на две години, а след това отново на Френската Ривиера. През 2007 г. закупува къща с прекрасен изглед към Средиземно море в Туретс-сюр-Луп. Тук открива и своята нова любов – Джеймс Гарет, телевизионен продуцент, който работи в Бристол и има двама сина от предишен брак.
През 2010 г. продава къщата и се връща отново в Англия, в очарователно реконструирана плевня в Багстон, близо до Бристол, в Глостършър. На 7 април 2013 г. двамата с Джеймс сключват брак.
Сюзън Луис създава средно по един роман годишно, като той и отнема от два до шест месеца, пишейки всеки ден, след като рано сутрин е разходила любимите си кучета. Обикновено главната героиня е жена, чиято история се оформя постепенно. Сюжетите често включват преодоляване на смърт на близък роднина, последиците от изнасилване, и други деликатни човешки теми.
Произведенията на писателката са често в списъците на бестселърите. Тя неколкократно е номинирана за литературни награди.
Сюзън Луис е постоянен активист в благотворителните кампании за набиране на средства за борбата с рака на гърдата и подпомагане на децата сираци.

## Произведения

### Самостоятелни романи
- A Class Apart (1988)
- Dance While You Can (1989)
Особен урок, изд.: ИК „Бард“, София (1995), прев. Стоян Медникаров
- Stolen Beginnings (1990)
Ограбен живот, изд.: ИК „Бард“, София (1995), прев. Красимира Икономова
- Darkest Longings (1992)
Тъмни страсти, изд.: ИК „Бард“, София (1998), прев. Стоян Медникаров
- Obsession (1993)
Мания, изд.: ИК „Хермес“, Пловдив (2001), прев. Пенка Стефанова
- Vengeance (1994)
- Summer Madness (1995)
- Last Resort (1996)
- Wildfire (1997)
- Chasing Dreams (1998)
- Taking Chances (1999)
- Cruel Venus (2000)
Жестока любов, изд.: ИК „Хермес“, Пловдив (2001), прев. Пенка Стефанова
- Strange Allure (2000)
- The Mill House (2005)
- Missing (2005)
- A French Affair (2006)
- Out of the Shadows (2008)
- Lost Innocence (2009)
- The Choice (2010)
- Forgotten (2010)
- Stolen (2011)
- No Turning Back (2011)
- Losing You (2012)
- No Child of Mine (2012)
- Don't Let Me Go (2013)
- The Truth About You (2013)
Италианска афера, изд.: ИК „Хермес“, Пловдив (2014), прев. Дафина Китанова
- Never Say Goodbye (2014)
Никога не казвай сбогом, изд.: ИК „Хермес“, София (2015), прев. Дафина Янева-Китанова
- Behind Closed Doors (2014)
- Too Close To Home (2015)
- No Place to Hide (2015)
- The Girl Who Came Back (2016)
- The Moment She Left (2016)

### Серия „Лори Форбс и Елиът Ръсел“ (Laurie Forbes and Elliott Russell)
1. Silent Truths (2001)
2. Wicked Beauty (2002)
3. Intimate Strangers (2003)
4. The Hornbeam Tree (2004)

### Документалистика
- Just One More Day: A Memoir (2005)
- One Day at a Time: A Memoir (2011)
- Stories of Support (2014)